# Крылов, Алексей Николаевич
Алексе́й Никола́евич Крыло́в (3 [15] августа 1863, Висяга, Алатырский уезд, Симбирская губерния — 26 октября 1945, Ленинград) — выдающийся русский и советский учёный-математик, механик и инженер-кораблестроитель. Академик Петербургской АН (1916), РАН (1917), АН СССР (1925). Профессор Морской академии; генерал флота (06.12.1916), генерал для особых поручений при морском министре Российской империи (1911). Член Санкт-Петербургского математического общества. Почётный член иностранных научных и инженерных обществ. Основатель современной русской школы кораблестроения, развитой затем П. Ф. Папковичем, В. Л. Поздюниным, Ю. А. Шиманским и др. Автор классических работ по теории колебания корабля на волнении, по строительной механике корабля, теории вибрации судов и их непотопляемости, по теории гироскопов, внешней баллистике, математическому анализу и механике в приложении к кораблестроению, по истории физико-математических и технических наук и пр. Заслуженный деятель науки и техники РСФСР (1939). Герой Социалистического Труда (1943), лауреат Сталинской премии (1941) первой степени.

## Биография

### Происхождение
Алексей Крылов родился 3 (15) августа 1863 года в селе Висяга Симбирской губернии в семье Николая Александровича Крылова (1830—1911) и Софьи Викторовны Ляпуновой (1842—1913). Отец, артиллерийский офицер, участник Крымской войны 1855—1856 годов, получил образование за казённый счёт как сын ветерана, Александра Алексеевича Крылова, раненного под Бородино и при взятии Парижа (и награждённого Золотым оружием «За храбрость» и орденами за боевые заслуги).
По традиции, Алексея Николаевича ждала судьба военного, но большее влияние на него оказало окружение многочисленных родственников, Филатовых (по бабушке со стороны отца) и Ляпуновых (по линии матери), которые в дальнейшем стали знаменитыми русскими (и французскими — Виктор Анри) врачами, учёными, композиторами.

### Деятельность до 1917 года
В 1872—1874 годах в связи с болезнью отца семья проживала в Марселе (Франция). В Марселе с девятилетнего возраста Алексей учился в частном пансионе Русселя (Pensionnat Roussel et Champsaur, cours Jullien,14) полупансионером, а с января 1873 года — полным пансионером. Весной 1874 года с семьёй переехал в Таганрог, а в середине августа — в Севастополь. Осенью после экзамена был принят во второй класс Севастопольского уездного училища с прогимназическими классами. Летом 1875 года Крыловы перебрались в Ригу, где Алексей был отдан в частную школу Карла-Густава Юнкера (1875—1876), обучение в которой велось на немецком языке. В январе 1877 года родители перевели его в Рижскую классическую гимназию, где главными предметами были греческий и латинский языки. В сентябре того же года Алексей поступил в пансион лейтенанта Д. В. Перского, в котором готовили ко вступительным экзаменам в Морское училище. В 1878 году А. Н. Крылов поступил в Морское училище, который окончил с отличием в 1884 году. Его товарищем по Морскому училищу был старший сын Д. И. Менделеева Владимир. Во время обучения приобрёл большой технический опыт, участвуя в учебных плаваниях на корветах «Боярин» (май—август 1882), «Варяг» (май—август 1883), а также на корвете «Аскольд» (июнь—сентябрь 1884), выполнив ряд работ вне программы по девиации компаса и проверке задач по практической астрономии для книги «Справочная книжка для морских офицеров». По итогам учёбы имя А. Н. Крылова было занесено на мраморную доску, а он сам был удостоен премии имени генерал-штаб-доктора Менде.
По экзамену 1 октября 1884 года произведён в мичманы, а 16 октября зачислен в 8-й флотский экипаж. С октября 1884 года служил в компасной части Главного гидрографического управления под руководством И. П. Колонга, где провёл своё первое научное исследование по девиации магнитных компасов. В январе 1885 года по поручению И. П. Колонга руководил занятиями офицеров, прикомандированных к компасной части Главного гидрографического управления для изучения способов уничтожения девиации компаса, разработанных И. П. Колонгом. Со 2 декабря 1885 года назначен в минный класс, сроком на один месяц, для изучения краткого курса минного дела. 12 декабря 1886 года назначается младшим делопроизводителем VIII класса в Эмеритальную кассу Морского ведомства (приказ по Морскому ведомству № 7).
Много позже, в 1938—1940 годах, учёный опубликовал ряд работ, в которых дал полное изложение теории девиации магнитного компаса, исследовал вопросы теории гироскопических компасов, разработал теорию влияния качки корабля на показания компаса:
- «Основания теории девиации компаса»;
- «Возмущения показаний компаса, происходящие от качки корабля на волнении»;
- «О теории гирокомпаса».

В 1941 году эти исследования были отмечены Сталинской премией. А. Н. Крылов предложил также новую систему дромоскопа, автоматически рассчитывающего девиацию компаса.
В июле 1887 года мичман А. Н. Крылов проходил судостроительную практику на Франко-русском заводе перед поступлением в Николаевскую морскую академию, во время прохождения которой написал первую научную работу по кораблестроению — «Расчёт башни броненосца „Император Николай I“». Зачислен штатным слушателем на кораблестроительное отделение Николаевской морской академии 4 октября 1888 года. В 1890/91 академическом году слушал лекции профессоров А. Н. Коркина, Д. К. Бобылева, А. А. Маркова, Д. А. Граве, И. В. Мещерского на III и IV курсах Петербургского университета. 20 сентября 1890 года прикомандирован к Морскому училищу. В мае 1894 года назначен членом комитета библиотеки Морского училища. После окончания курса Морской академии 26 октября 1890 года назначается штатным преподавателем Морского училища.
Инициатор создания факультета кораблестроения в Санкт-Петербургском политехническом институте, где читал курс вибрации судов. Одновременно преподавал в Институте инженеров путей сообщения. По воспоминаниям самого А. Н. Крылова, с 1887 года его «главной специальностью стало кораблестроение, или, лучше сказать, приложение математики к разного рода вопросам морского дела». С этого началась его преподавательская деятельность, продолжавшаяся почти до самой смерти.
В 1890-х годах мировую известность получил труд Крылова «Теория качки корабля», значительно расширивший теорию Уильяма Фруда. Работа А. Н. Крылова была первым всеобъемлющим теоретическим трудом в этой области. В 1896 году избран членом Британского общества корабельных инженеров. В 1898 году награждён золотой медалью Английского общества корабельных инженеров, причём это был первый случай в истории Общества, когда медали удостаивался иностранец. Продолжая эти работы, А. Н. Крылов создал теорию демпфирования (умерения) бортовой и килевой качки. Он первый предложил гироскопическое демпфирование (успокоение) бортовой качки, что сегодня является наиболее распространённым способом умерения бортовой качки.
На Всемирной выставке (1900) в Париже среди предметов, направленных Главным гидрографическим управлением, находился дромоскоп капитана А. Н. Крылова.
Летом 1903 года совершил плавание от Либавы до Порт-Артура на учебном судне «Океан», чтобы исследовать напряжение в связях корабля при качке с помощью приборов собственного изготовления.
С 1900 года А. Н. Крылов активно сотрудничает с адмиралом и учёным-кораблестроителем Степаном Осиповичем Макаровым, работая над вопросом плавучести корабля. Итоги этой работы вскоре стали классическими и до сих пор широко используются в мире. Много лет спустя Крылов напишет о ранних идеях Макарова по борьбе с креном или дифферентом повреждённого корабля затоплением неповреждённых отсеков следующее: «Это казалось морским чиновникам большой чушью. Потребовалось 35 лет… на то, чтобы их убедить, что идеи 22-летнего Макарова имеют большое практическое значение».
В 1900—1908 годах — заведующий Опытовым бассейном (его деятельность на этом поприще дала мощный импульс постановке научно-исследовательских работ в кораблестроении), в 1908—1910 годах — главный инспектор кораблестроения (начальник кораблестроительного отдела МТК и его председатель). С сентября 1908 года — председатель Морского технического комитета (МТК). С 1910 года — ординарный профессор Николаевской морской академии, консультант Адмиралтейского и Балтийского заводов. В декабре 1911 года назначен генералом для особых поручений при морском министре. С 7 февраля 1911 по 26 августа 1913 года — экстраординарный профессор Института инженеров путей сообщения. В 1915—1916 годах — председатель правительственного правления Путиловских заводов. Участвовал в проектировании и постройке первых русских линкоров-дредноутов типа «Севастополь». Член Международного совещания по кораблестроению (с 1908 г.), член Совета РОПиТ (с 1912 г.), а с 1915 года — председатель правления Путиловских заводов.
В 1912 году подготовил аргументированный доклад для депутатов Государственной думы о необходимости ассигнования 500 миллионов рублей на строительства флота с учётом уроков русско-японской войны. Представленный Думе проект программы судостроения на пять лет, в котором говорилось о необходимости постройки не только миноносцев и подводных лодок, но и броненосных крейсеров, был прочитан в Государственной думе морским министром И. К. Григоровичем и обеспечил выделение запрошенных средств (за проект было отдано 280 голосов, против — 124).
С 12 августа 1913 года — заслуженный профессор Морской академии.
А. Н. Крылов был талантливым консультантом по делам флота. Сам он отмечал, что его советы сэкономили правительству больше стоимости самого современного дредноута. При этом А. Н. всегда славился острым языком.
В декабре 1914 года был избран членом-корреспондентом Академии наук, а в апреле 1916 года — ординарным академиком по математической физике.
После смерти Б. Б. Голицына в 1916 году Крылову было поручено возглавлять Главную физическую обсерваторию, который соответствовал назначению только обязательным для этого поста академическим статусом, и 11 февраля 1917 года он подал в отставку. В том же году А. Н. Крылов был назначен руководителем Главного военно-метеорологического управления (Главмет). Под руководством А. Н. Крылова была проведена большая методическая работа по созданию руководящих документов для военной гидрометеорологии для войск. Предпринимал усилия по отмене призыва в действующую армию служащих обсерватории. В середине февраля 1917 года обратился в Академию наук и полевому генерал-инспектору Военного Воздушного флота с просьбой освободить его от должности начальника Главмета в связи с высокой занятостью на других участках научной деятельности и недостаточной компетентностью в метеорологической специальности.
В 1917 году был назначен директором Физической лаборатории Академии наук.

### Советская Россия
В 1917 году А. Н. Крылов был руководителем Русского общества пароходства и торговли. После Октябрьской революции он передал все суда советскому правительству и продолжал работать на развитие отечественного флота. В 1918 году — консультант комиссии особых артиллерийских опытов. В 1919—1920 годах — начальник Морской академии. В 1921—1927 годах в составе комиссии Крылов находился за рубежом для возобновления научных контактов и решения практических народнохозяйственных задач, связанных с укреплением морского и железнодорожного транспорта. В 1924—1925 годах был главой комиссии по осмотру кораблей Черноморского флота в Бизерте и выявлению возможности их возвращения в СССР. В 1925—1927 годах работал в Нефтесиндикате.
В 1928—1931 годах — директор Физико-математического института АН СССР.
А. Н. Крылов знаменит своими работами по гидродинамике, в том числе и по теории движения корабля на мелководье (он был первым, кто смог объяснить и рассчитать значительное увеличение гидродинамического сопротивления при небольших глубинах) и теорией единичных волн.
Библиография трудов А. Н. Крылова содержит 279 названий. Они покрывают большой диапазон человеческого знания, включая судостроение, магнетизм, артиллерийское дело, математику, астрономию и геодезию. Широко используются его знаменитые таблицы непотопляемости.
В 1931 году Крылов опубликовал работу по теме, известной теперь как подпространство Крылова (или методы подпространства Крылова). Работа касалась проблем собственных значений, а именно вычисления коэффициентов характеристического полинома заданной матрицы. Крылов коснулся эффективности вычислений и подсчитал вычислительные затраты как количество «отдельных операций перемножения» — явление, не типичное для математической публикации. Крылов начал с тщательного сравнения существующих методов, что включает оценку худшего сценария вычислительных затрат в методе Якоби. После этого он представил свой собственный метод, который был лучшим из известных к тому времени методов и широко используется до сих пор.
В 1935—1940 годах — постоянный консультант гироскопического сектора завода «Электроприбор» в Ленинграде.
1 июня 1941 года был назначен председателем юбилейной комиссии по ознаменованию трехсотлетия со дня рождения Исаака Ньютона, отмеченного в 1943.
В августе 1941 года А. Н. Крылов был эвакуирован в Казань, где работал постоянным экспертом технического совещания и являлся активным членом комиссии по научно-техническим военно-морским вопросам АН СССР; здесь же он написал свои знаменитые «Мои воспоминания» — рассказы об основных периодах его научной и практической деятельности, о своих современниках, о кораблях.
С ноября 1942 по октябрь 1943 года А. Н. Крылов проживал в санатории «Боровое» (Акмолинская область, Казахстан) и опубликовал за это время несколько исследований: по компасному делу, «Теорию корабля», «О боковой качке корабля», «Галилей как основатель механики», «Мысли и материалы о преподавании механики в высших технических учебных заведениях СССР», «Ньютон и его значение в мировой науке». Принимал активное участие в мероприятиях, которые проводила академическая группа, выступал с докладами. В ноябре 1943 года переехал в Москву, вернулся в Ленинград в сентябре 1945 года.
В 1944 году принял участие в судьбе физического факультета МГУ. Он подписал письмо четырёх академиков В. М. Молотову, автором которого был А. Ф. Иоффе. Это письмо инициировало разрешение противостояния между так называемой «академической» и «университетской» физикой.
Впервые перевёл с латинского языка на русский «Математические начала натуральной философии» Ньютона (1915). «Крыловский перевод, — подчёркивал Н. И. Идельсон, — наша национальная ценность и богатство, это памятник трудолюбию и искусству Крылова, который один за 250 лет после издания ньютоновских „Начал“ сумел поставить их перевод и комментарии на надлежащую, едва ли могущую быть превзойдённой в будущем высоту».
Среди учеников А. Н. Крылова — контр-адмирал-инженер профессор В. Г. Власов, Маршал Советского Союза Л. А. Говоров, Адмирал Флота Советского Союза И. С. Исаков, адмирал Л. М. Галлер.
А. Н. Крылов скончался 26 октября 1945 года. Похоронен с воинскими почестями на Литераторских мостках Волкова кладбища неподалёку от могил И. П. Павлова и Д. И. Менделеева. В 1948 году на могиле А. Н. Крылова был установлен надгробный памятник-стела с барельефным портретом академика (скульптор — Г. Ф. Ветютнев).

## Научная деятельность
Центральное место в научной деятельности А. Н. Крылова занимают работы по теории корабля, которые принесли автору мировую славу. В 1896 году он опубликовал «Новую теорию качки кораблей на волнах и производимых этим движением напряжений», в которой объяснил все явления качки и дал возможность произвести числовой подсчёт колебаний корабля и развивающихся при этом в его теле движений. В 1898 году в работе «О напряжениях, испытываемых кораблём на морском пути», А. Н. Крылов привёл методы расчёта возникающих в частях корабля усилий. В 1918 году учёный издал в «Ежегоднике Союза морских инженеров» научную работу «О расчёте вибраций корабля, производимых его машиной», где оценивается влияние резонанса, возникающего при близости периода машины к периоду свободных колебаний в теле корабля или его частей.
Среди работ по артиллерийским вопросам следует отметить «Sur l’Intégration numerique approchée des Équations différentielles avec Application au Calcul des Trajectories des Projectiles» (Paris, 1897), где А. Н. Крылов дал подробную схему числового расчёта траектории снаряда. В 1928 году в работе «О вращательном движении продолговатого снаряда во время полёта» учёный разбирает старые теории Н. В. Маиевского (неточности которой он исправил) и Н. А. Забудского (которую определил как несостоятельную).
Различным задачам, связанным с упругими колебаниями механических систем посвящены следующие статьи А. Н. Крылова:
- «Ueber die erzwungenen Schwingungen von gleichformigen, elastischen Staben» (1904—1905), помещённая в томе XVI «Mathematische Annalen», где А. Н. Крылов даёт разнообразные приёмы решения вопросов, связанных с упругими колебаниями для прямолинейных упругих брусьев;
- «Некоторые замечания о крешерах и индикаторах» (1909);
- «О напряжениях, вызываемых в упругой системе динамической нагрузкой», в которой автор даёт ясный и общий приём для решения задач такого рода и сопроводил примерами. В этой работе А. Н. Крылов описал и исправил обнаруженную ошибку в расчёте известного учёного Леви-Чивита коэффициента для вычисления напряжения моста.
- В работе «О расчётах балок, лежащих на упругом основании» вместо метода японского учёного К. Хаяси, который для решения использовал большое количество коэффициентов, А. Н. Крылов предложил оригинальный метод, где при двух постоянных произвольных при любых условиях закрепления концов будут записаны два уравнения с двумя неизвестными.

## Семья
А. Н. Крылов был женат на Елизавете Дмитриевне Драницыной (1868—1948), своей троюродной сестре, в браке с которой родилось пятеро детей. Два первых ребёнка — дочки, умерли в раннем возрасте. Родившиеся затем сыновья Николай (25.04.1897) и Алексей служили в Белой армии в частях А. И. Деникина и погибли на Гражданской войне: Николай Крылов был убит под Ставрополем 17 ноября 1918 года, Алексей Крылов — 9 июля 1919 под Харьковом. Самый младший ребёнок — дочь Анна (1903—1996), в 1927 году она вышла замуж за П. Л. Капицу, с которым А. Н. Крылов был знаком с 1921 года по совместной работе в комиссии, направленной Советским правительством за границу для восстановления научных связей и закупки оборудования.
По вине А. Н. Крылова, у которого возник серьёзный роман с А. Б. Ферингер, ставшей впоследствии его второй женой, семья распалась.
А. Н. Крылов — дед С. П. Капицы и А. П. Капицы, двоюродный брат Виктора Анри.

## Популяризаторская деятельность
А. Н. Крылов был выдающимся математиком и механиком, инженером и изобретателем, замечательным педагогом и популяризатором научных знаний. Крылов читал лекции по теории кораблестроения будущим инженерам. Крылов излагал сложные вещи простыми словами. Перевод «Математических начал натуральной философии» Ньютона на русский язык принадлежит именно Крылову. Также Крылов писал научно-популярные книги. Хотя книги были предназначены для специалистов, изложены они были в научно-популярном стиле. Крылов серьёзно и ответственно относился к своим выступлениям. Благодаря Крылову, широкие массы инженеров и техников повышали свою специальную подготовку, приобщались к высокой культуре и становились новаторами в своей области деятельности. А. Н. Крылов написал более десятка биографических работ, посвящённых юбилейным датам учёных: «Галилей как основатель механики» (1943), «Жозеф Луи Лагранж» (1936), «Леонард Эйлер» (1933), «Ньютон и его значение в мировой науке» (1943), «П. Л. Чебышёв» (1944), «Памяти А. М. Ляпунова» (1919, 1927), «Краткий биографический очерк А. Н. Коркина», «Мысли и материалы о преподавании механики» и другие.

## Деятельность в научных обществах
- Действительный член Русского технического общества (IV — Военно-морского и VI — Электротехнического отделов) (декабрь 1890)[50].
- Непременный член VII (Воздухоплавательного) отдела Русского технического общества (январь 1893).
- Член Санкт-Петербургского математического общества (1893)[51].
- Член Московского математического общества (апрель 1905).
- Почётный член Общества морских инженеров (март 1910)[52].
- Действительный член Русского астрономического общества (апрель 1910).

## Адреса в Санкт-Петербурге — Ленинграде
В Санкт-Петербурге (Ленинграде) А. Н. Крылов проживал по следующим адресам:
- 1893—1900 — доходный дом — 14-я линия, 23;[54]
- 1900—1913 — доходный дом — Зверинская улица, 6 кв. 8;
- 1913—1928 — Каменноостровский проспект, 58;
- 1928—1929 — Университетская набережная, 5;
- 1929—1937 — 10-я линия Васильевского острова, 51;
- 1937—1941, август — 26 октября 1945 года — Университетская набережная, 5.

## Воинские чины
- Гардемарин (15.09.1883)
- Мичман (01.10.1884)[55]
- Поручик по Адмиралтейству (21.04.1891)
- Капитан по Адмиралтейству (13.04.1897)[56]
- Подполковник по Адмиралтейству (14.04.1902)[57]
- Полковник по Адмиралтейству (06.12.1906)[58]
- Генерал-майор по Адмиралтейству (08.09.1908)[59]
- Генерал-лейтенант по Адмиралтейству (06.12.1911)
- Генерал по флоту (06.12.1916)

## Награды и звания
Российская империя:
- Орден Святого Станислава 3-й ст. (1895)
- Орден Святой Анны 2-й ст. (1899)
- Орден Святого Станислава 2-й ст. (1905)
- Орден Святого Владимира 4-й ст. (1908)
- Орден Святого Владимира 3-й ст. (1909)
- Орден Святого Станислава 1-й ст. (1911)
- Орден Святой Анны 1-й ст. (1913)
- Орден Святого Владимира 2-й ст. (1915)
- Диплом II разряда за дромоскоп, представленный на Всероссийской промышленной и художественной выставке (1896) в Нижнем Новгороде (1886)[60]
- Золотая медаль имени полковника Разсказова за работу «Разбор сочинения лейтенанта Римского-Корсакова „Анализ одиночного артиллерийского боя“»

СССР:
- Сталинская премия I степени (13 марта 1941) — за научные работы: «Возмущения показаний компаса, происходящие от качки корабля от волнений», «Основания теории девиации компаса», «О теории гирокомпаса», опубликованные в 1938—1940 годах[61]
- Герой Социалистического Труда (17 июля 1943) — за выдаюшиеся достижения в области математических наук, теории и практики отечественного кораблестроения, многолетнюю плодотворную работу по проектированию и строительству современных военно-морских кораблей, а также крупнейшие заслуги в деле подготовки высококвалифицированных специалистов[62]
- Орден Ленина (15 февраля 1939)[63]
- Орден Ленина (17 июля 1943) — за выдаюшиеся достижения в области математических наук, теории и практики отечественного кораблестроения, многолетнюю плодотворную работу по проектированию и строительству современных военно-морских кораблей, а также крупнейшие заслуги в деле подготовки высококвалифицированных специалистов[62]
- Орден Ленина (10 июня 1945)[64]
- Заслуженный деятель науки и техники РСФСР (15 февраля 1939)[65]

## Память

### Памятники А. Н. Крылову
- На доме по адресу: Университетская набережная, 5 в 1948 году была установлена мемориальная доска (архитектор — Р. И. Каплан-Ингель)[66].
- В 1960 году в Москве у здания Северного речного вокзала (Ленинградское шоссе, 51) установлен бюст А. Н. Крылова (скульптор — Л. Е. Кербель, архитектор — Ю. И. Гольцев)[67][68].
- В Северодвинске Архангельской области 20 декабря 1996 года открыт бюст академику перед входом в Севмашвтуз.
- В Алатыре установлен памятник Крылову: бюст и два якоря, соединённые цепью.
- Имя академика-кораблестроителя А. Н. Крылова присвоено школе-гимназии № 6 города Алатыря[69].
- На родине академика в селе Крылово Порецкого района Чувашии действует мемориальный музей[70].
- 16 августа 2015 года на территории Речного порта города Чебоксары установлен памятник А. Н. Крылову[71]
- 22 августа 2015 года на территории Порецкой школы открыт мемориальный комплекс «Флотская слава Поречья», центральное место в котором отведено бюсту А. Н. Крылова[72].

### В честь А. Н. Крылова названы
- Деревня Крылово (ранее — Висяга) — родина А. Н. Крылова, в честь которого 13 октября 1962 года деревня была переименована в Крылово.
- Кратер на обратной стороне Луны.
- Премия имени академика А. Н. Крылова Российской академии наук. Присуждается «за выдающиеся работы по использованию вычислительной техники в решении задач механики и математической физики».
- Премия имени А. Н. Крылова Правительства Санкт-Петербурга. Присуждается за выдающиеся научные результаты в области технических наук.
- Головному, ведущему научно-исследовательскому институту судостроительной отрасли Советского Союза — ЦНИИ в 1944 году присвоено имя академика А. Н. Крылова[73].
- Российское научно-техническое общество судостроителей имени академика А. Н. Крылова.
- Улица Академика Крылова в Приморском районе Санкт-Петербурга (1952).
- Улица Академика Крылова в Севастополе.
- Улица Академика Крылова в центре Чебоксар.
- Улица Академика Крылова в Алатыре.
- Улица Крылова в Николаеве.
- Улица Крылова в Тольятти[74]
- Мыс Крылова в Карском море (Берег Харитона Лаптева, мыс обследован в 1900 г. участником Русской полярной экспедиции Н. Н. Коломейцевым, им же было присвоено название мысу)[75].
- Полуостров Крылова в Антарктиде (Земля Виктории, 69° ю.ш., 156°10′ в.д., открыт и нанесён на карту в 1958 г., название присвоено не позднее 1965 г.)[75].
- Подпространство Крылова в математике.
- Функции Крылова.
- Почтовая марка СССР, 1956 годВ честь А. Н. Крылова астроном Крымской астрофизической обсерватории Людмила Карачкина назвала астероид Крылов (5247)[76][77], открытый 20 октября 1982 г. Она же назвала малую планету Крылания (5021) в честь дочери А. Н. Крылова и жены П. Л. Капицы Анны Алексеевны Капицы[78]
- Мемориальный комплекс «Флотская слава Поречья» в с. Порецкое (Чувашская Республика).
- Океанографическое научно-исследовательское судно «Академик Крылов» проекта 852 в составе Балтийского флота ВМФ СССР и РФ в 1972—2004 годах.
- Премия Правительства Санкт-Петербурга за выдающиеся научные результаты в области науки и техники: в номинации технические науки — премия им. А. Н. Крылова.
- Медаль имени А. Н. Крылова Международной академии транспорта[79].

### Иные объекты
- В 1956[80] и 1963[81] годах в честь А. Н. Крылова были выпущены марки Почты СССР.
- В 1963 году в честь А. Н. Крылова была отчеканена настольная медаль с портретным изображением академика, на обратной стороне которой выбиты его слова: «Сила и мощность науки беспредельны, так же беспредельны и практические её приложения на благо человечества».
- Медаль имени академика А. Н. Крылова Санкт-Петербургского Морского собрания[82].

### Работы

#### Учебники
- Учебник сферической тригонометрии для мореходных учебных заведений / сост. А. Н. Крылов. — Санкт-Петербург: Изд. К. Л. Риккера, 1899. — 8, 120 с.
- Конспект курса дифференциального и интегрального исчисления. — Санкт-Петербург: [Изд. Морской академии, 1905]. — 829 с.
- Теория мореходных качеств корабля: курс 2-го года Николаевской морской академии. — [Санкт-Петербург: Б. и., Б. г.]. — 80, VIII с.
- Теория корабля: курс, читаемый в Николаевской морской академии штатным преподавателем полковником А. Н. Крыловым. — Санкт-Петербург: Тип. Мор. м-ва в Гл. Адмиралтействе, 1907. — Ч. 1: Плавучесть и остойчивость корабля. — 328 с., [2] л. табл.
- Вибрация судов: лекции, читанные А. Н. Крыловым на кораблестроительном отделении СПб. Политехнического института в 1907 акад. году / С.-Петерб. политехн. ин-т. — Санкт-Петербург: [Б. и., 1908]. — 159 с.
- Лекции о приближенных вычислениях / сост. А. Н. Крылов. — Санкт-Петербург: Тип. Ю. Н. Эрлих, 1911. — VIII, 325 с.
- О некоторых дифференциальных уравнениях математической физики, имеющих приложение в технических вопросах: учеб. пособие для преподавателей и студентов. — Изд. 3-е. — Ленинград: Изд-во АН СССР, 1933. — 472 с., [2] л. граф.
- Вибрация судов: учебник. — Ленинград: ОНТИ НКТП. Гл. ред. судостр. лит., 1936. — 441, [1] с., [1] вкл. л. ил.
- Теория корабля: курс высших военно-морских училищ / А. Н. Крылов, С. В. Козлов. — Изд., доп. и перераб. автором совместно с С. В. Козловым. — Ульяновск: Военмориздат, 1942. — 259, [1] с., [1] л. ил.
- О равновесии шаровой мины на течении. — Санкт-Петербург: Тип. Мор. м-ва в Гл. Адмиралтействе, 1909. — 27 с., [2] л.
- Беседы о способах определения орбит комет и планет по малому числу наблюдений. — Санкт-Петербург: Тип. Императ. акад. наук, 1911. — 161 с.
- Общая теория гироскопов и некоторых технических их применений / А. Н. Крылов, Ю. А. Крутков. — Ленинград: Изд-во АН СССР, 1932. — 356 с.
- Постановка кессона моста им. Володарского в Ленинграде / А. Н. Крылов, Д. В. Бронников. — Ленинград: Изд-во АН СССР, 1934. — 66 с., [1] вкл. л. фиг.
- Качка корабля / Воен.-мор. акад. РККФ им. К. Е. Ворошилова. — Ленинград: ВМА РККФ, 1938. — 299, [1] с., [17] л. вкл. черт.
- Основания теории девиации компаса / Акад. наук СССР. — Москва; Ленинград: Изд-во АН СССР, 1940. — 71 с.
- Ньютон и его значение в мировой науке: 1643—1943 / АН СССР. — М.; Л.: Изд-во АН СССР, 1943. — 39 с.
- Вице-адмирал Макаров. — М.; Л.: Военмориздат, 1944. — 56 с.
- Воспоминания и очерки. — М.: Изд-во АН СССР, 1956. — 884с.
- On the hatchet planimeter // Извҍстiя Императорской Академiи Наукъ, 1903. — Том 19, выпуск 4. — С. 221—227.
- Крылов А. Н. Мои воспоминания. — Л.: Судостроение, 1979.
- Крылов А. Н. Мои воспоминания. Рассказы выдающегося учёного. — 9-е, исправленное и дополненное. — Москва: ЛЕНАНД/URSS, 2016. — 512 с. — ISBN 978-5-9710-3194-9.
- Из писем А. Н. Крылова дочери (с предисловием Е. Л. Капицы) // Природа. — 2004. — № 5.
- Собрание трудов академика А. Н. Крылова. В 12 т. — М.—Л.: Изд-во Академии наук СССР, 1936—1956.
- Избранные труды / Акад. наук СССР. — Москва: Изд-во АН СССР, 1958. — 802, [1] с., 1л. ил.

### Переводы
- Ньютон И. Математические начала натуральной философии / Перевод с латинского и примечания А. Н. Крылова. — М.: Наука, 1989. — 688 с. — ISBN 5-02-000747-1.
- Ньютон И. Математические начала натуральной философии / Перевод с латинского и примечания А. Н. Крылова. — Москва: ЛЕНАНД/URSS, 2017. — 704 с. — ISBN 978-5-9710-4231-0.
- Гаусс Карл Фридрих. Теоретическая астрономия: Лекции, читанные в Геттингене в 1820—1821 г. записанные Купфером / К. Ф. Гаусс; Пер. с нем. рукописи [и предисл.] А. Н. Крылова, д. члена Рос. академии наук, заслуж. проф. и нач. Морск. акад.; Глав. гидрографич. упр. — Петроград: [б. и.], 1919 (10-я Гос. тип.). — [4], 186, III с.
- Эйлер Леонард. Новая теория движения луны / Леонард Эйлер; Пер. с латин. 1 части книги I и извлечений из частей 2 и 3 с прим. и пояснениями переводчика акад. А. Н. Крылова; Акад. наук СССР; Переплёт: М. И. Соломонов. — Ленинград: Изд-во Акад. наук СССР, 1934 (тип. изд-ва Акад. наук СССР). — XVI, 208 с.: черт.
- Гаусс Карл Фридрих. Избранные труды по земному магнетизму / Карл Фридрих Гаусс; пер. акад. А. Н. Крылова; ред. проф. Б. М. Яновского; ст. Т. Н. Розе; коммент. проф. Б. М. Яновского и Т. Н. Розе.— [Ленинград]: Изд-во Акад. наук СССР, 1952. — 341 с., [1] л. портр.: ил., карт., табл. — (Классики науки / Акад. наук Союза ССР).

### Издания о Крылове
- Алексей Николаевич Крылов: Его жизнь и деятельность. — М., 1950.
- Штрайх С. Я. Алексей Николаевич Крылов: очерк жизни и деятельности / Под ред. инж.-кап. 1-го ранга С. Т. Яковлева. — М.; Л.: Военмориздат, 1944. — 336, [26] с.
- Штрайх С. Я. Алексей Николаевич Крылов. — М.: Воениздат, 1956. — 232 с.
- Лучининов С. Т. Великий кораблестроитель. — М.: Военмориздат, 1951. — 96 с.
- Лучининов С. Т. А. Н. Крылов: Выдающийся кораблестроитель, математик и педагог / Под. ред. И. Я. Депмана. — М.: Учпедгиз, 1959. — 168 с.
- Ханович И. Г. Академик Алексей Николаевич Крылов. 1863—1945 / Предисл. И. С. Исакова; АН СССР. — Л.: Наука. Ленингр. отд-ние, 1967. — 252, [20] с. — (Научно-биографическая серия).
- Писаржевский О. Н. Адмирал корабельной науки: (А. Н. Крылов: Очерк жизни и деятельности). — Л.: Лениздат, 1945. — 72 с. — (Творцы советской науки и техники).
- Яновская Ж. И. Академик корабельной науки: Повесть / Отв. ред. Ю. И. Смирнов; Рис. и оформление Л. Рубинштейна. — 2-е изд., перераб. и доп. — М.: Детская литература, 1976. — 176 с. — 75 000 экз.
- Кузнецова Э. Ф. Академик Алексей Николаевич Крылов [Текст]: к столетию со дня рождения (1863—1945) / Э. Ф. Кузнецова. — Чебоксары, 1963. — 43 с., [1] л. портр.